# Il console italiano
Il console italiano è un film del 2012, diretto da Antonio Falduto, con Giuliana De Sio, Luca Lionello e Anna Galiena. Il film è stato distribuito nelle sale italiane il 29 giugno 2012.